# Pico da Pedra
Pico da Pedra é uma freguesia portuguesa do município da Ribeira Grande, com 6,56 km² de área e 3053 habitantes (censo de 2021). A sua densidade populacional é 465,4 hab./km².

## Geografia
A freguesia de Pico da Pedra situa-se no interior da costa norte da Ilha de São Miguel, a 2 km do mar. Dista 8 km de Ponta Delgada (Rotunda de Belém) e 10 km da sede do concelho, a cidade da Ribeira Grande. A norte e oeste confronta com as freguesias de Calhetas e Fenais da Luz; a sul, com a Fajã de Cima, São Roque e Livramento; e a este com Rabo de Peixe.

### Topografia
Na área da freguesia existem algumas elevações com as altitudes seguintes: Pico do Cascalho, 344 metros; Pico da Cruz, 366 metros (só a vertente norte é que faz parte da área da freguesia); Pico do Boi, 264 metros e Pico da Água, 282 metros. A sul do povoado situa-se também o monte que deu origem ao nome da localidade, o Pico da Pedra, cuja altitude é de 234 metros. A cota mais baixa situa-se na Tronqueira, a norte do povoado, com 40 metros.

## História
O povoamento da localidade ter-se-á iniciado, provavelmente, no século XVI, tendo em conta o que escreveu o Dr. Gaspar Frutuoso na “Saudades da Terra”. Embora este cronista não se refira ao povoamento propriamente dito, cita um tal João Roiz do Pico da Pedra, que viveu no século XVI e que aqui possuía terras, assim como a família Moniz, cujas terras aqui, também, se localizavam.
Por um testamento de 1604, de Manuel Moniz, temos a notícia da construção da Ermida de Nossa Senhora dos Prazeres. Foi neste pequeno templo, curato desde 1735 que, até ao início do século XIX, se realizou todo o serviço religioso desta localidade. A Igreja Paroquial foi construída no início do século XIX. Nessa altura vivia no Pico da Pedra cerca de um milhar de pessoas.
Em 1835, a 16 de junho, o Pico da Pedra é elevado a Freguesia, pois até essa data era considerado um lugar da freguesia do Senhor Bom Jesus de Rabo de Peixe. No ano seguinte, em 1836, é inaugurado um dos grandes melhoramentos da localidade, a canalização da água potável e o respectivo chafariz.
Na segunda metade do século XIX são criadas na freguesia as escolas oficiais. A partir de 1881 realiza-se, com regularidade a procissão do orago, Nossa Senhora dos Prazeres.
No início do século XX surgem no Pico da Pedra, grupos de teatro, filarmónicas e uma tuna. O Padre Mendonça publica na “Revista Michalense” as “Memórias da Freguesia de Nossa Senhora dos Prazeres do Lugar do Pico da Pedra”, o primeiro trabalho impresso totalmente dedicado a esta freguesia.
Na década de 1920 inicia-se a canalização da água ao domicílio. Em 1931 a corrente eléctrica chega ao Pico da Pedra. Em 1941, com o acentuar do conflito mundial, é aquartelado no Pico da Pedra um batalhão vindo do continente português, que aqui se manteve até ao termo da guerra. Pico da Pedra ganha um espaço de convívio e lazer com a construção do jardim público e coreto em 1945.
Na segunda metade do século XX a população do Pico da Pedra passa gradualmente de tipicamente rural, dedicada na sua maioria à agricultura e pecuária, para uma população que se dedica, essencialmente, à prestação de serviços, empregada maioritariamente em Ponta Delgada.
Nessa época surgiram na freguesia uma série de iniciativas que visam a melhoria da qualidade de vida dos pico-pedrenses. Assim na década de 1960 foram construídos novos edifícios escolares e um Centro Social, Cooperativas de Habitação e Consumo, parques para a prática desportiva, assim como zona de lazer, etc.
Com lugares desta freguesia foi criada pela Lei nº 1535, de 30/01/1924, a freguesia de Calhetas

## Demografia
A população registada nos censos foi:
| Distribuição da População por Grupos Etários | Distribuição da População por Grupos Etários | Distribuição da População por Grupos Etários | Distribuição da População por Grupos Etários | Distribuição da População por Grupos Etários |
| -------------------------------------------- | -------------------------------------------- | -------------------------------------------- | -------------------------------------------- | -------------------------------------------- |
| Ano                                          | 0-14 Anos                                    | 15-24 Anos                                   | 25-64 Anos                                   | > 65 Anos                                    |
| 2001                                         | 638                                          | 376                                          | 1206                                         | 206                                          |
| 2011                                         | 618                                          | 461                                          | 1607                                         | 223                                          |
| 2021                                         | 507                                          | 392                                          | 1806                                         | 348                                          |

### Topónimo
Não se sabe ao certo o que originou o topónimo “Pico da Pedra”, embora o Dr. Urbano M. Dias na sua “História dos Açores” (II), diga que: “ele deriva de uma pedra num dos montes da freguesia”. Sobre tal origem o nosso primeiro cronista, o Dr. Gaspar Frutuoso, nada nos diz, referindo-se apenas a esta localidade quando fala de homens, os quais julgamos terem sido os seus primeiros povoadores, Bartolomeu Roiz e João Roiz a cujos nomes acrescenta: “do Pico da Pedra”. Tanto pelas referências de Frutuoso como pelo testamento de Manuel Moniz, datado de 1604, podemos afirmar que o topónimo Pico da Pedra é do século XVI.
Julgamos que ele não se deva só às “pedras” existentes no cimo do monte mas também, à quantidade de escórias basálticas e derrames de lava existentes nesta localidade, os quais, certamente muito terão contribuído para a sua designação.

### Casas tradicionais
Ao longo dos tempos as habitações desta localidade sofreram já diversas alterações, não só no seu aspecto exterior como também no interior,  onde foram gradualmente introduzidas melhores condições de habitabilidade. Da casas do início do século XIX, nos fala José Emídio, as quais eram:” cobertas de palha quase na totalidade nesta freguesia, sem divisões e sem revestimentos de argamassa”. Eram assim as casas dos menos favorecidos pela sorte,  camponeses e lavradores, de que se compunha a grande maioria dos habitantes desta localidade.
Outro testemunho, de início do século XX,  dá-nos o Pe. Mendonça, nas “Memórias do Pico da Pedra”: -”As construções mais cómodas do que simétricas das antigas, com janela e meia, e porta mais abaixo ou acima tem sofrido notáveis alterações e há já hoje um bom número de casas novas de boa e regular construção com que se vai embelezando a freguesia “.
As mais antigas casas de gente abastada ainda se podem ver nesta freguesia. A mais antiga delas é a Quinta de Nª Sª dos Prazeres, onde se localizava a casa de Adão Lopes, marido de Maria Moniz, de que nos fala o Dr. G. Frutuoso, ao referir-se a uma escaramuça travada entre os soldados franceses e espanhóis, no Cascalho, em 1582. Esta Quinta é bem provável que ao longo destes séculos se tenha alterado. Todavia, é de crer que o portão principal e grande parte do edifício sejam do tempo do Morgado António Botelho de Sampaio Arruda que ali viveu no século XVIII.
Outros edifícios dos séculos XVIII e XIX ainda existem nesta freguesia. O edifício nº 62 da rua Dr. Dinis M. Mota, que serviu de Escola até aos anos sessenta, mantém a sua forma original com alpendre, suportado por grossas colunas de pedra, escadaria e balcão de acesso ao andar superior e, no rés-do-chão, lojas com entrada em forma de arco. Segundo informações do seu último proprietário, este edifício teria sido construído no século XVIII.
Também é provável que a construção da casa nº 68, da rua acima citada, seja também do século XVIII, se atendermos às suas características tanto no interior como no exterior. Do Século XVIII, também parecem ser as casas números 11 e 12 da Rua 24 de Agosto. Do século XIX existem várias, entre elas as casas nº 45  e 52 da Rua Dr. Dinis da Mota, onde nessa última, ainda se conserva no corredor de entrada, um pavimento com desenhos executados em pedra calcária e pequenas pedras roladas de calhau. No fim da Rua das Almas encontra-se um dos mais belos exemplares arquitectónicos desta freguesia, a sua construção, baseada em estilo antigo, é bastante recente, pois data dos anos cinquenta do século XX.

## Cultura

### Festas

#### Corso carnavelsco
Desfile efectuado no Domingo que antecede o Carnaval, organizado pela Casa do Povo, com a colaboração das Forças Vivas da localidade. Este desfile, que já se tornou um marco no Carnaval Micaelense, realizou-se pela primeira vez no ano de 1979.

#### Dia do Pico da Pedra
16 de Junho de 1835 é o dia em que o Pico da Pedra foi elevado a freguesia.
A partir de 1991, pôr iniciativa da Junta de Freguesia, passou-se a comemorar essa data (Dia do Pico da Pedra), com uma sessão evocativa da efeméride e outras manifestações culturais.

#### Festas do Divino Espírito Santo
Celebram-se nesta freguesia dois Impérios dedicados ao Divino Espírito Santo, o Império da festa do pentecostes, que é festejado no seu Domingo próprio, no Largo da Restauração. O outro Império é o da Santíssima Trindade, festejado também no seu dia, e tem lugar no pátio da casa de João Luís Rodrigues da Câmara, mantendo-se a tradição de há séculos, pois esta é a mais antiga festa do Divino aqui celebrada.

#### Império de S. João
Este Império é festejado todos os anos no Largo de S. João, no Domingo a seguir ao seu dia próprio (24 de Junho). Segundo Jaime C. Dias, este Império foi iniciado nos anos 30 deste século pôr um morador nas imediações deste Largo.

#### Aniversário eucarístico
O dia 25 de Julho é dedicado às comemorações da instalação do Santíssimo Sacramento na Igreja paroquial desta freguesia, no ano de 1813. No encerramento, há missa e bênção do Santíssimo. A filarmónica local costuma executar o hino do Santíssimo à porta da Igreja.

#### Festa de Nossa Senhora do Prazeres
A festa em honra de Nossa Senhora dos Prazeres tem lugar todos os anos no terceiro Domingo de Setembro, com procissão e arraial. As festas começam, normalmente, no Sábado, com a inauguração da iluminação na fachada da Igreja e terminam na quarta-feira seguinte, com a festa de convívio com os emigrantes que nos visitam nessa altura.

#### Festa de Natal
Na quadra natalícia, para além de dois espectáculos dedicados às crianças, promovidas pela Casa do Povo e pela Escola do Ensino Básico, a Junta de Freguesia promove a decoração e iluminação do coreto e assim como a armação de um presépio na via pública.

#### Festa de S. José
S. José, padroeiro da Igreja Universal, o seu dia, 19 de Março, é comemorado no Pico da Pedra, com tríduo preparatório nos dias que antecedem a data e celebrada eucaristia no dia próprio. Esta devoção dos pico-pedrenses pôr S. José é já centenária, realizando-se desde 1888

#### Procissão do Senhor dos Enfermos
Realiza-se todos os anos na manhã do Domingo de Páscoa. As ruas são enfeitadas a preceito, com tapetes de flores, verdura e aparas de madeira coloridas. A procissão percorre as ruas principais da freguesia, detendo-se nas casas onde há doentes acamados, onde é distribuída a comunhão. È costume nesta procissão as crianças levarem ofertas de doces aos enfermos.

### Desporto

#### Vitória Clube do Pico da Pedra
Clube desportivo, dedica-se à prática do futebol de onze e está a participar no Campeonato de São Miguel da Associação de Futebol de Ponta Delgada. Possui,  para além da equipa Sénior e Júnior outras de Infantis, Iniciados, Sub 10 e Sub 8.
Clube cuja sede e campo de jogos, José da Silva Calisto estão localizados nos terrenos anexos da Casa do Povo, foi fundado em 16 de Junho de 1992 e desde essa data tem proporcionado a centenas de atletas da freguesia de Pico da Pedra e arredores o acesso à prática do desporto.

### Associações culturais

#### Associação Cultural Recreativa e Desportiva do Pico da Pedra
Fundada em Janeiro de 1976, possui actualmente núcleo musical do qual faz parte a Banda Aliança dos Prazeres, fundada em 16 de Agosto de 1958, e um núcleo desportivo constituído por equipas de futsal, designada por Grupo Desportivo do Pico Da Pedra. Esta Associação possui também um grupo de teatro, que actualmente se encontra inactivo assim como uma Orquestra Ligeira, que devido à falta de alguns executantes, deixou de fazer tocar em público desde Abril de 2004.

#### Agrupamento de Escuteiros 1144
O Agrupamento de Escuteiros do Pico da Pedra, foi iniciado no passado ano, tendo aberto oficialmente, com as primeiras promessas, em Outubro de 1998, com sede na Rua Dr. Dinis Moreira da Mota, 15.

## Infra-estruturas

### Império do Divino Espírito Santo
Junto à Ermida de Nossa Senhora dos Prazeres existe um Império do Divino Espírito Santo, cuja data de construção não pudemos precisar. Todavia, o Padre Mendonça nas “Memórias do Pico da Pedra”, considera-o mais antigo do que ela  (Ermida). Durante os tempos terá sofrido algumas obras de conservação. As, ultimas foram efectuadas em 1990. Embora não seja utilizado já nas festas do Espírito Santo, devido à sua localização, pôr se encontrar numa zona bastante exígua para os folguedos que as festas hoje requerem, continua, porém a ser o testemunho vivo das mais antigas e populares festas deste povoado.

### Igreja paroquial
A Igreja Paroquial do Pico da Pedra é dedicada à Nossa Senhora dos Prazeres, padroeira da localidade, cuja invocação vem desde o século XVI. A construção da igreja foi iniciada em Fevereiro de 1802 e benzida em 1807. Este templo tem beneficiado de diversas obras, algumas delas,  nesse século, terão modificado a sua traça inicial. Assim, em meados dos anos sessenta foram ampliadas e abertas as Capelas assim como ao alçados laterais e posterior. Nas últimas obras levadas a efeito, em meados desta década, foram reforçadas as paredes do corpo da igreja e construído um tecto em cimento armado. Nessa altura foi-lhe retirado o coro e os altares laterais, foram substituídos por nichos.
Possui este templo algumas imagens: Nossa Senhora dos Prazeres, adquirida em 1921; São José, 1891; Nossa Senhora das Dores, século XVIII; Coração de Jesus e Senhora de Fátima, respectivamente anos quarenta e oitenta do século XX.

#### Cemitério paroquial
Foi construído em 1847 e ampliado em 1901. Nos anos quarenta deste século a Junta de Freguesia remodelou-lhe a fachada e colocou painéis de azulejos. No início dos anos oitenta foram cimentadas as ruas de acesso à Ermida e Jazigos.

### Ermida de Nossa Senhora dos Prazeres
Foi mandada construir por Manuel Moniz, segundo o seu testamento de 31 de Março de 1604, junto das casas que herdara de sua mãe, Maria Moniz. Foi nesse templo, de acanhadas dimensões que se ministrou o serviço religioso à população deste lugar à altura da construção da Igreja Paroquial. Possui esta ermida uma imagem de Nossa Senhora dos Prazeres do início do século XIX.

### Junta de Freguesia
A freguesia de Pico da Pedra foi criada por alvará de 16 de Junho de 1835. A partir dessa data, as Juntas de Paróquia, mais tarde Juntas de Freguesia, funcionaram, de acordo com o costume da época numa dependência da Igreja Paroquial. Nos anos quarenta, do nosso século, após a Concordata, a Junta de Freguesia foi obrigada a arranjar uma sede para as suas reuniões. Assim, a partir de a 1949,  foi adaptado a sede da Junta de Freguesia e Regedoria, um dos antigos barracões do quartel, construído nesta freguesia por alturas da Segunda Grande Guerra. Mais tarde a sede foi reconstruída e ampliada, tendo sido inaugurado em 25 de Abril de 1990, possui várias salas onde funcionam: Junta de Freguesia, Assembleia de Freguesia, Posto de Correios. A sede da Junta possui nas suas instalações uma Caixa Multibanco,  do BCA.

### Casa do Povo
A Casa do Povo de Pico da Pedra foi criada por Alvará do Secretário de Estado da Segurança Social datado de 2 de Dezembro de 1977 e começou a funcionar com sede nesta freguesia a 12 de Abril de 1978.
O processo de criação da Casa do Povo nesta freguesia foi iniciado nos anos quarenta e reactivado em 1964, sem êxito. Com a criação da Casa do Povo da Ribeira Grande, em 1973, ficou esta freguesia abrangida por aquele organismo. O actual edifício sede da Casa do Povo foi inaugurado em 1979.
No edifício estão instalados os Serviços de Freguesia da Segurança Social, Posto Clínico, Biblioteca (Sala de Leitura Onésimo Teotónio de Almeida), Instalações Sociais com bar, salas de jogos e convívio de idosos e nos terrenos anexos, o Campo de Jogos José da Silva Calisto e o Polidesportivo. Existem ainda a zona de Lazer designada por Parque da L(USA)lândia, com Parque Infantil, zona verde e churrasqueiras.

### Museu local
O museu Local, inaugurado em 1993, possui duas salas de exposições, sendo uma destinada às de temática local e a outra funciona como galeria de arte, onde vários pintores e outros artífices tem exposto os seus trabalhos.
O museu é da alçada da Autarquia e tem como objectivo principal estudar, preservar e divulgar o património do Pico da Pedra. A sua dinamização está a cargo da comissão nomeada pela Junta de Freguesia. No Museu funciona também a Sede dos Amigos dos Açores – Associação Ecológica, assim como a Ecoteca da Ribeira Grande.

### Posto farmacêutico
Aberto ao público em Outubro de 1998, o Posto Farmacêutico, é uma dependência da Farmácia Borges da Ponte sediada na freguesia de Rabo de Peixe.

### Escola B/JI Professor António Augusto Mota Frazão
A Escola Básica e Jardim de Infância Professor António Augusto da Mota Frazão, foi assim designada em memória de António Augusto da Mota Frazão, natural desta freguesia, 3.º reitor do Liceu de Ponta Delgada e um dos responsáveis pela abertura de aulas em diversas localidades da ilha nos anos 60 do século passado, incluindo nesta sua freguesia. O edifício escolar, tipo Plano dos Centenários, localiza-se na Avenida da Paz e foi inaugurado em 23 de Fevereiro de 1969. Possui seis salas de aulas onde é ministrado o ensino, por uma dezena de professores, a duas centenas de crianças dos dois sexos.
O jardim de infância “Pré-escolar” funciona numa casa perto da escola e tem lugar para três dezenas de crianças, orientadas por duas educadoras.
As escolas oficiais do Pico da Pedra foram criadas por Decreto de 7 de Abril de 1872. Antes dessa data o ensino era ministrado por particulares, em cursos nocturnos, que funcionaram nesta freguesia, desde fins dos anos cinquenta do século XIX.

### Jardim de Infância
Outra actividade do Centro Social é o Jardim de Infância “Pe. António Furtado Mendonça”, cujo edifício se localiza na Rua Dr. Dinis Moreira da Mota nº 39. O Jardim de Infância tem capacidade para 25 crianças dos três aos cinco anos de idade. Este Jardim de Infância foi das primeiras actividades do Centro Social e funciona desde Abril de 1961. Outro dos “sectores” do Centro Social ligados ao ensino é o ATL, Actividades de Tempos Livres, que funciona numa dependência do Salão Paroquial desde Fevereiro de 2001, e tem como função apoiar as crianças nos seus tempos livres pós escolares.

### Centro Social e Paroquial do Pico da Pedra
Instituição destinada a apoiar as diversas actividades da paróquia quer no campo religioso, como também no social e cultural. Edifício reconstruído e inaugurado em 1993, possui diversas salas no rés-do-chão onde é ministrada a catequese. O primeiro andar é destinado a sala de espectáculos, conferências e outras actividades recreativas e culturais. Funcionam no edifício do Centro Social os Grupos de Catequese,(que abrangem as crianças da paróquia do primeiro ao décimo ano de escolaridade), Grupo de Reflexão Bíblica,  Grupo Coral, Equipa do CPM (Centro de Preparação para o Matrimónio), Legião de Maria, Grupo de Romeiros e Grupo Local do Movimento dos Curso de Cristandade.